# Egon Spengler
Egon Spengler is een fictieve wetenschapper en spokenjager uit de Ghostbusters-franchise. Hij deed mee in de films Ghostbusters, Ghostbusters II en Ghostbusters: Afterlife en in de animatieseries The Real Ghostbusters en Extreme Ghostbusters. Harold Ramis speelde Spengler in de films. Maurice LaMarche sprak zijn stem in voor de series. Ondanks de dood van Ramis in 2014 werd Spengler toch teruggebracht in geestvorm in Ghostbusters: Afterlife gespeeld door Bob Gunton.

## Personage
Net als Peter Venkman en Raymond Stantz is Spengler een dokter in parapsychologie. Hij is lang, laconiek, draagt een bril en heeft een snelle rechterarm. Hij is verslaafd aan wetenschap en heeft vrijwel alle hulpmiddelen en wapens van het Ghostbustersteam uitgevonden. Tevens is hij samen met Stantz vaak verantwoordelijk voor het bedenken van een theorie achter de paranormale verschijnselen die het team tegenkomt. In grote zin is Spengler het brein van de groep.
Spenglers rol in Ghostbusters is vergelijkbaar met die van Velma uit de Scooby-Doo-franchise. Als de anderen iets niet begrijpen over de situatie waarin ze zich bevinden, is Spengler hun aanspreekpunt. Vaak geeft hij een zo complex antwoord dat zijn collega’s er niet veel wijzer van worden. Hoewel hij briljant is, heeft Spengler bijna geen sociale vaardigheden. Vaak laat hij het praten dan ook over aan Venkman.

## Ghostbusters IenII en Afterlife
In de films is Spengler het meest serieuze en gedreven lid van het team. Hij vertelt in de film dat hij als hobby sporen van sporen en schimmels verzameld. Tevens blijkt hij een zwak te hebben voor zoetigheid. In Ghostbusters Afterlife is Spengler vertrokken naar een boerderij in Summerville, Oklahoma en heeft wat Ghostbuster-equipement en de Ecto-1 meegenomen afgezonderd van de Ghostbusters en zijn dochter. Spengler overlijdt aan een hartaanval en zijn dochter erft al zijn bezittingen zijn kleinkinderen krijgen de Ghostbuster-equipement in handen en nemen zijn taak als Ghostbuster over wanneer Gozer terugkeert. Later in de film keert Spengler terug als geest.

## The Real Ghostbusters
In de animatieserie werd Spenglers uiterlijk wat aangepast. Hij kreeg blond haar in plaats van bruin. In de serie werd onthuld dat Spengler als kind werd opgejaagd door de boeman, wat hem een groot trauma bezorgde. Dit leidde hem tot onderzoek naar het paranormale. Onder Spenglers voorouders bevinden zich een aantal magiërs over wie Spengler nooit spreekt, daar hij ze niet relevant acht. Tevens heeft Spengler in de serie een oom genaamd Cyrus, die een nog grotere wetenschapsfanaat is en niet gelooft in spoken.
Spengler is de liefdesinteresse van Janine Melnitz, de secretaresse van de Ghostbusters. Spengler lijkt hier vaak niet van op de hoogte, maar soms speelt hij in op haar gevoelens.
In de serie overkwam Spengler vaak iets opmerkelijks of vervelends. Zo wisselde hij tijdelijk van lichaam met een demon, belandde in de onderwereld, werd getroffen door een vloek die hem razendsnel ouder maakte en verwisselde van intelligentie met Slimer.

## Extreme Ghostbusters
Egon is de enige van de originele vier Ghostbusters die een vaste rol heeft in de serie Extreme Ghostbusters (de andere drie hebben enkel een gastrol in de dubbele aflevering “Back in the Saddle”). Hierin is hij docent aan een universiteit en de mentor van de nieuwe Ghostbusters. Hij is een de facto leider. Hoewel hij graag mee zou gaan op spokenjacht, speelt zijn leeftijd hem parten. Daarom blijft hij meestal in het hoofdkwartier en voorziet het team van achtergrondinformatie.

## Trivia
- In het videospel Half-Life is het wapen van een van de protagonisten de "Egon Gun", welke sterk lijkt op de protonpacks van de Ghostbusters.
- "Egon Spengler!" is een veel gebruikte begroeting door gasten in de Adam Carolla Radio Show.